# Grönaktig dvärgtyrann
Grönaktig dvärgtyrann (Phyllomyias virescens) är en fågel i familjen tyranner inom ordningen tättingar.

## Utseende och läte
Grönaktig dvärgtyrann är en liten tyrann med kort näbb och lång och slank stjärt. Ovansidan är olivgrön, undersidan gul. På huvudet syns vitt ögonbrynsstreck, ljust ansikte och ljust längst in på nedre näbbhalvan. På vingarna har den två breda och tydliga ljusa vingband. Arten är mycket lik cerradodvärgtyrannen, men är något större med ljusare ansikte. Sången består av en nervös och vass serie med "briu-briu-briu".

## Utbredning och systematik
Fågeln förekommer från  sydöstra Brasilien (Espírito Santo) till östra Paraguay och nordöstra Argentina. Den behandlas som monotypisk, det vill säga att den inte delas in i några underarter.

## Status och hot
Arten har ett stort utbredningsområde, men tros minska i antal, dock inte tillräckligt kraftigt för att den ska betraktas som hotad. Internationella naturvårdsunionen IUCN listar arten som livskraftig (LC).